# Kämmererstraße
Die Kämmererstraße (umgangssprachlich auch: „Kämmerergasse“) in Worms ist der zentrale Teil der dortigen Fußgängerzone. Sie datiert mindestens bis ins Hohe Mittelalter zurück.

## Geografische Lage
Die Straße war Teil der innerstädtischen Nord-Süd-Achse, Teil der mittelalterlichen Fernstraße von Mainz nach Speyer und verlief zwischen Martinspforte und Marktplatz. Nördlich des Martinstors setzte sich die Straße als Mainzer Straße fort. In ihrer Mitte bildet die Straße den östlichen Rand des Ludwigsplatzes.
Die Straße ist 450 m lang und weist 59 Hausnummern auf, die vom Markt stadtauswärts – also nach Norden – zählen.

## Name
Die Straßenbezeichnung leitet sich von der Familie Dalberg ab, die sich ursprünglich nach einem Amt, das die Familie innehatte, „Kämmerer von Worms“ nannte. Die Familie besaß in der Straße zwei Anwesen, etwa im Bereich der heutigen Hausnummer 50.

## Geschichte

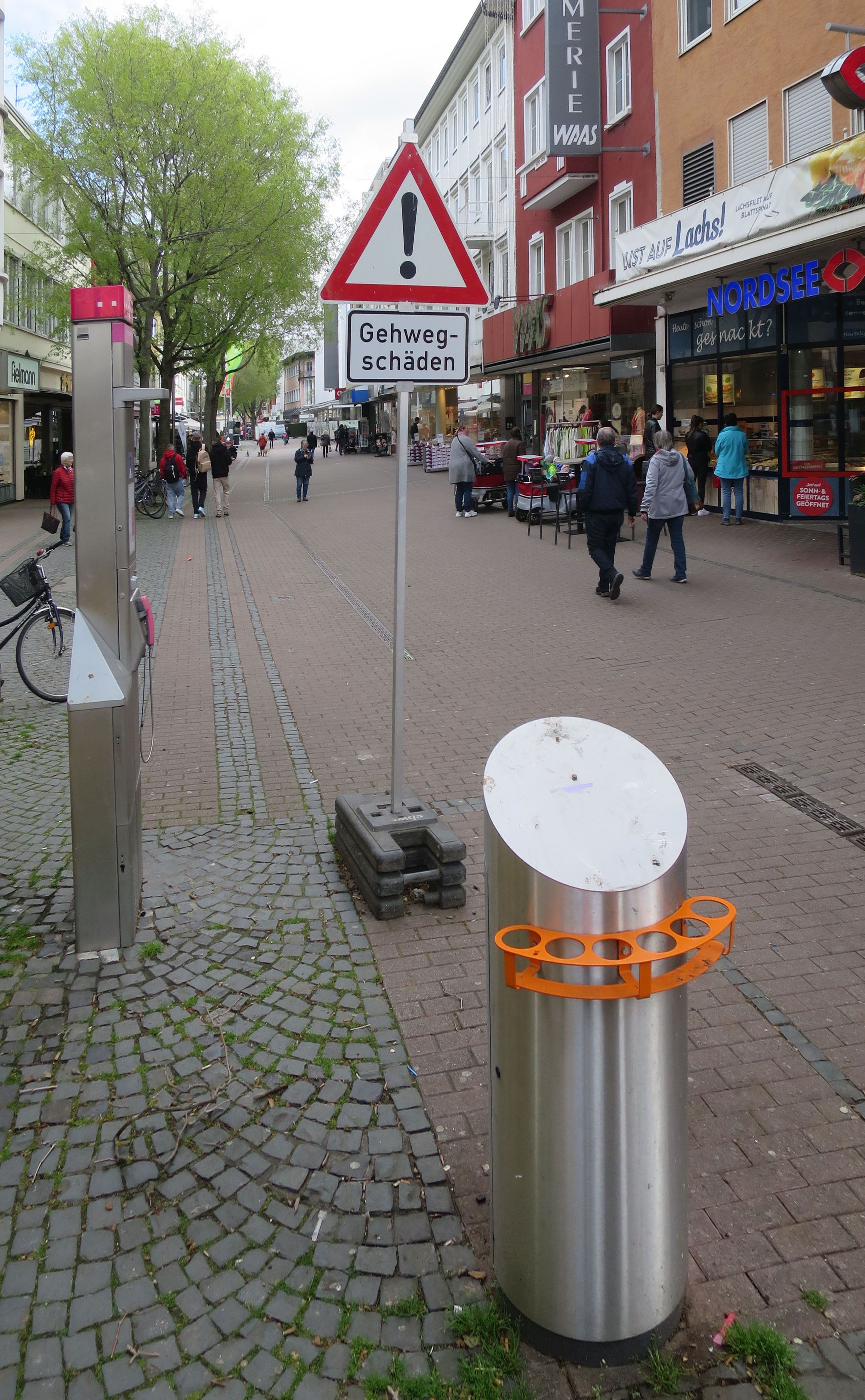
Fußgängerzone mit Strukturproblemen

Info-Stele zu Luthers Aufenthalt im Johanniterhof in der Kämmererstraße

Die Trasse der Kämmererstraße stammt aus römischer Zeit. Als nördlicher Teil der die Stadt querenden Verbindung von der Martinspforte zum Speyerer Tor war sie die wichtigste Straße in der mittelalterlichen und frühneuzeitlichen Stadt, die auch über den Marktplatz führte. Die älteste erhaltene schriftliche Erwähnung der Straße stammt aus der Mitte des 14. Jahrhunderts.
Zusammen mit der Stadt wurde die Bebauung der Kämmererstraße mehrfach schwer beschädigt, teilweise zerstört: Zuerst 1689, als im Pfälzischen Erbfolgekrieg Truppen König Ludwig XIV. von Frankreich die Stadt systematisch zerstörten und in Brand steckten. Ein zweites Mal im Zweiten Weltkrieg als Luftangriffe große Teile der innerstädtischen Bebauung vernichteten. Davon war in der Kämmererstraße vor allem der südliche Abschnitt betroffen. Der Wiederaufbau erfolgte überwiegend mit gesichtslosen Geschäftshäusern, wobei die Straße auch aufgeweitet wurde. Bei dieser Form des Aufbaus wurde das überkommene Straßenbild weiter geschädigt. Im nördlichen Abschnitt blieb ein erheblicher Teil der Vorkriegsbebauung, die überwiegend aus der Zeit des Wiederaufbaus der Stadt nach der Zerstörung von 1689, also nach 1701, stammt, aber zum Teil auf älteren Kellergeschossen steht, so weit in Takt, dass er überwiegend repariert und erhalten werden konnte. Dieser Straßenabschnitt bildet heute rechtlich eine Denkmalzone.
In der zweiten Hälfte des 19. Jahrhunderts entwickelte sich die Straße zur Einkaufsstraße. Von 1906 bis 1955 fuhr hier auch die Straßenbahn Worms. Seit 1976 ist die Straße Fußgängerzone.
Die Attraktivität der Straße leidet unter der abnehmenden Zahl der Einzelhandelsgeschäfte in der Wormser Innenstadt. Hier befand sich etwa eine Niederlassung des Kaufhof – das letzte Warenhaus in Worms. Es schloss im Oktober 2020.

## Gebäude

### Verlorene Gebäude

Geschäftshaus in der Kämmererstraße

Im Bereich der heutigen Hausnummern 41–45 stand bis 1689 der Johanniterhof. Hier wohnte Martin Luther während seiner Anhörung vor dem Reichstag zu Worms 1521.
In der Kämmererstraße 44 befand sich das Hauptpostamt von Worms. Nach der Zerstörung des historistischen Amtsgebäudes im Zweiten Weltkrieg entstand hier in den 1950er Jahren ein „gut proportioniertes, eigenständiges Gebäude […], das sich harmonisch in seine Umgebung einfügt[e]“ und das als Kulturdenkmal nach dem rheinland-pfälzischen Denkmalschutzgesetz Denkmalschutz genoss. Gleichwohl wurde es abgerissen. An seiner Stelle befindet sich heute der westliche Ausgang der Kaiserpassage, einer Ladenpassage.

### Bestehende Gebäude
- Das ehemalige Kaufhaus Hüttenbach von 1902 hat eine Baudekoration „von besonderer Üppigkeit“, irgendwo zwischen Historismus und Jugendstil, und ist ebenfalls ein Kulturdenkmal.[12]
- Der Wambolder Hof, ein Stadtpalais von 1710, errichtet durch den Architekten Johann Maximilian von Welsch, ist heute ein Wohn- und Geschäftshaus.[13]
- Das Haus Martinspforte von 1909 flankiert den nördlichen Eingang in die Kämmererstraße. Es imitiert in seinen Formen die Martinspforte, die wenige Meter nördlich stand und der historische Ausgangspunkt der Kämmererstraße in die Stadt war.